# Acanthormius bakeri
Acanthormius bakeri är en stekelart som beskrevs av Watanabe 1968. Acanthormius bakeri ingår i släktet Acanthormius och familjen bracksteklar. Inga underarter finns listade i Catalogue of Life.